# Свидетельский иммунитет
Свидетельский иммунитет — в России означает право лица не давать показания против себя и своих близких родственников, а также в иных случаях, предусмотренных Уголовно-процессуальным кодексом Российской Федерации. В праве других государств (в первую очередь в США) в это понятие включён ещё ряд пунктов.

## В РФ
В российском праве под свидетельским иммунитетом подразумевается освобождение лица от дачи показаний против себя и своих близких. В статье 51 конституции РФ говорится:
- «Никто не обязан свидетельствовать против себя самого, своего супруга и близких родственников, круг которых определяется федеральным законом».
- «Федеральным законом могут устанавливаться иные случаи освобождения от обязанности давать свидетельские показания».

Согласно статье 56 уголовно-процессуального кодекса РФ, свидетелем является «лицо, которому могут быть известны какие-либо обстоятельства, имеющие значение для расследования и разрешения уголовного дела, и которое вызвано для дачи показаний».
Допросу в качестве свидетелей не подлежат: судья, присяжный заседатель, адвокат (за исключением случаев, когда адвокат ходатайствует о допросе в качестве свидетеля с согласия лица, которому он оказывал юридическую помощь), священнослужитель, член СФ или депутат Госдумы без их согласия, должностное лицо налогового органа и третейский судья.
Свидетель не может подвергаться принудительной судебной экспертизе или освидетельствованию, за исключением некоторых случаев, описанных частью первой статьи 179 УПК РФ.
Свидетель вправе отказаться от свидетельствования против самого себя, своего супруга (или своей супруги) и других близких родственников (при согласии дать показания он должен быть предупреждён, что показания могут использоваться как доказательства по уголовному делу), вправе свидетельствовать на родном или знакомом ему языке, пользоваться бесплатной помощью переводчика или заявить ему отвод, подавать ходатайства и жаловаться на действия (или бездействие) и решения дознавателя, начальника подразделения дознания, начальника органа дознания, органа дознания, следователя, прокурора и суда, являться на допрос с адвокатом и ходатайствовать о применении мер безопасности. Однако свидетель не вправе уклоняться от явки по вызовам дознавателя, следователя или в суд (в случае уклона по неуважительной причине свидетель может подвергнуться приводу), давать ложные показания либо вовсе отказываться от дачи показаний и разглашать данные предварительного расследования. За несоблюдение последних двух пунктов свидетель несёт уголовную ответственность.

## В США
Свидетельский иммунитет от судебного преследования происходит, когда прокурор предоставляет иммунитет свидетелю в обмен на показания или производство других доказательств. Это является иммунитетом, поскольку прокурор по существу соглашается никогда не преследовать в судебном порядке преступление, которое свидетель мог совершить в обмен на указанные доказательства. Особый статус у свидетельства священнослужителя в случае, если ему на исповеди стали известны обстоятельства, касающиеся преступления, так как церковь отделена от государственной системы.
В США сторона обвинения может предоставить иммунитет в одной из двух форм:
- Трансакционный иммунитет, общеизвестный как «одеяло» или «общий» иммунитет, полностью защищает свидетеля от будущего обвинения за преступления, связанные с его или ее показаниями.
- Использование иммунитета и производного иммунитета препятствует преследованию только при использовании показаний свидетеля или любых доказательств, полученных в результате показаний свидетеля. Однако если прокурор получит доказательства, подтверждающие предполагаемое преступление, независимо от показаний свидетеля, свидетель может быть привлечен к уголовной ответственности за преступление.

Прокуроры на государственном уровне могут предлагать свидетелю либо имущественный, либо производный иммунитет, но на федеральном уровне иммунитет использования и производного использования применяют чаще.